# Інгульська територіальна громада
Інгульська сільська територіальна громада — територіальна громада в Україні, у новоствореному Баштанському районі Миколаївської області, з адміністративним центром у селі Інгулка.

## Загальна інформація
Площа території — 478,4 км², населення громади — 8 553 особи(2020).

## Населені пункти
До складу громади увійшли села Виноградівка, Добра Криниця, Доброкам'янка, Затишне, Інгулка, Костичі, Лобріївка, Мар'ївка, Мар'янівка, Нове Життя, Новомар'ївка, Новоолександрівка,  Степанівка та селища Лоцкине і Перемога.

## Історія
Створена у 2020 році, відповідно до розпорядження Кабінету Міністрів України № 719-р від 12 червня 2020 року «Про визначення адміністративних центрів та затвердження територій територіальних громад Миколаївської області», шляхом об'єднання територій та населених пунктів Лоцкинської сільської територіальної громади (в складі Лоцкинської і Новоолександрівської сільських рад) та Доброкриничанської, Інгульської, Костичівської, Мар'ївської сільських рад Баштанського району Миколаївської області.